# Brujul
Brujul is een bestuurslaag in het regentschap Karanganyar van de provincie Midden-Java, Indonesië. Brujul telt 5771 inwoners (volkstelling 2010).